# 養德院
養德院（1515年—1608年），織田信長的乳母，父親為池田政秀。由於政秀沒有兒子，於是迎瀧川貞勝的次男恆利做婿養子，兩人之間生有一子池田恆興。在剛生下恆興時不久，因為當時才兩歲的信長時常把奶媽的乳頭咬傷，兩年之內已經更換許多乳母；養德院去應徵做乳母時，信長卻很意外的順從於她，從此養德院就專職成為信長的乳母。兩年之後，其夫池田恆利過世，養德院便專心一意的養育信長，其後成為信長父親織田信秀的側室，生下一女。恆興長大以後，也成為信長手下的得力大將之一。
1573年，由信長手中得到尾張地方一百五十貫文做為她的化粧費用。本能寺之變後，信長的次男織田信雄與羽柴秀吉都曾支付她金錢，並且尊稱她為「大御乳夫人」。在1584年的小牧長久手之戰失去了兒子恆興與長孫池田元助，從此依靠孫子池田輝政。她在實質上形同信長的母親，也很得信長的敬愛，信長死後，養德院曾為信長做法事，後來也曾為其夫恆利與其子恆興建立護國院。1608年以九十三歲高齡過世，法名「養德院殿盛岳桂昌大姊」。